# Ploceus sanctithomae
Ploceus sanctithomae là một loài chim trong họ Ploceidae.